# 皇家山鎮站
皇家山鎮站（英語：Ville-de-Mont-Royal Station，法語發音：[vil də mɔ̃ ʁwajal]）是大都會快速網絡未來的車站，预计將於2025年10月啟用。該站位于魁北克省皇家山，卡诺拉站以西北約700米。
在2020年5月前，該站一直名為皇家山站（Mont-Royal） ，是由Exo运营的通勤火车站。直到 2020 年关闭之前，它一直由二山和Mascouche兩條通勤鐵路線提供服務。

## 站名由來
該站的站名源於车站所在的皇家山镇（法语为Ville-Mont-Royal）；而皇家山镇的名字则来源于主宰滿地可岛的皇家山。
在滿地可市內亦有一個與該站無關的同名地铁站。

## 位置
该站位于Graham大道和Laird大道的迴旋處的东端以東，位于伦巴第台和鄧寇克路之間。

## 歷史
在1992 年前，皇家山火车站一直是維亞鐵路所有途經皇家山隧道前往滿地可中央車站的列車的停靠站。 Mascouche通勤火車線則於2014年12月1日開始營運。
自2018年5月起，為了將二山線改造成大都會快速網絡的一部分，該站及鄰近的卡諾拉站皆改為單線雙程，後來更於2020年關閉。在原本的計劃裡，該站將於2024年作為大都會快速網絡第二期的車站再次啟用，但該日期卻被推遲到2025年10月。 

## 连接巴士路线
| 16  | Graham              |
| 119 | Rockland            |
| 165 | Côte-des-Neiges     |
| 465 | Côte-des-Neiges快车 |

## 外部連結
- 皇家山火车站信息（RTM）
- 皇家山火車站二山線時間表
- 皇家山通勤火车站时刻表 (RTM) – 马斯库什线
- 2016 STM 系统图